# 台湾一村一品
台湾一村一品(たいわんいっそんいっぴん、TAIWAN OTOP(One Town One Product)）とは、中華民国経済部中小企業処が推進する地方活性化プロジェクト。

## 概要
1980年から、日本の大分県で始まった一村一品運動が大きな経済効果を生んだが、それをモデルに各地方の資源や人力を活用し新たな特産品やサービスを創出して行くという計画である。
中小企業処が地元中小企業の特産品に対して開発設計、包装設計、生産技術改良からネットでの販売などに協力する。それとともに地域のイベントに合わせて、メディアと合体し販売促進や宣伝、地域産業の優れた点を学ぶ活動、国外の特色ある産業を学ぶ活動などを実施し、台湾における地方の特色の更なるレベルアップを行う。
また、特色ある産業を育てるために、地域住民や小規模企業などに対して他との差異化と特色化の指導を進めるほか、地域資源を活用しつつ経営管理の改善、産業システムの強化、新たな特産品やサービスに関する研究開発に協力し、地域産業の付加価値を向上させる。

## 主な指導項目
1. 地域の特色を備えた地域コミュニティーや業者に対する指導
2. 特色ある産業のモデル業者に対し、空間アレンジやデザイン、経営管理などの関連作業を指導
3. 特産品の包装デザイン、研究開発デザインおよび生産技術改良に関する指導
4. 関連する活動に合わせた産品の展示販売への参加
5. 産業が必要とする訓練課程やモデル事例への学習の開催
6. 地域の特色ある産品や観光を紹介する印刷物の発行
7. 地域の特産品を紹介するHPを作り、その特産品の販売拡大に協力

## 台湾地方特色産品館
2007年6月、中華民国最大のショッピングセンターである高雄統一夢時代で、「台湾地方特色産品館」(Taiwan OTOP Shop)がオープンした。また、2008年3月には、台北101ショッピングセンター内にも同店がオープンした。
Taiwan OTOP Shopでは、特に精選された台湾各地方の優れた手工芸品、焼物、竹製品、木彫、玉石、ガラス製品、お茶、染め織物など数百種の地方の土産品が並んでいる。また定期的に地方をテーマとした特別展示、祝祭日に合わせたセールも行い、同店を訪れる人に対し各地方の風土や人情に触れる機会を提供している。

## OTOP地方特色ウェブサイト
「一村一品」を中心に紹介を行い、またOTOP計画で各地の産業に行った指導の成果を示し、地域産業をレベルアップさせた業者の交流の場としても活用されている。それとともに、台湾にある319の全町村に関する豊富な観光情報、サービス情報も提供、各地のイベントをはじめ飲食店、特色ある店舗、地域の達人、宿泊所や観光スポットなどの旅行ガイドを掲載し、サービス券をダウンロードすることもできる。